# Ieri și mâine
Ieri și azi (franceză: Hier et demain) este o antologie care cuprinde povestiri scrise de Jules Verne. Cartea a apărut în anul 1910, după moartea autorului.

## Conținut
- Secretul lui Wilhelm Storitz (fragment) (Le Secret de Wilhelm Storitz)
- Aventurile familiei Raton (La Famille Raton)
- Domnul Re-Diez și domnișoara Mi-Bemol (Domnul Re-Diez și domnișoara Mi-Bemol)
- Destinul lui Jean Morénas (La Destinée de Jean Morénas)
- Escrocheria (Le Humbug)
- În secolul XXIX. O zi din viața unui ziarist american în anul 2889 (Au XXIXe siècle : La Journée d'un journaliste américain en 2889)
- Eternul Adam (L'Éternel Adam)

## Intriga

### Secretul lui Wilhelm Storitz (fragment)
În localitatea Ragz din Ungaria, francezul Henri Vidal vine să asiste la căsătoria fratelui său Marc cu Myra Roderich. Dar sărbătoarea este tulburată de germanul Wilhelm Storitz, dornic să se răzbune pentru că fusese respins de tânăra mireasă. Iar Wilhelm se află în posesia unei invenții care îl ajută să se facă invizibil.

### Aventurile familiei Raton
Îndrăgostit de tânăra Ratine, un tânăr vrea să ajute familia de șobolani Raton să urce înapoi pe scara evolutivă, după ce fusese adusă la stadiul de stridii de către un vrăjitor malefic.

### Domnul Re-Diez și domnișoara Mi-Bemol
Într-un orășel elvețian apare un organist misterios, ale cărui practici muzicale încalcă regulile obișnuite și înspăimântă copiii din cor.

### Destinul lui Jean Morénas
Jean Morénas este condamnat la 20 de ani de închisoare pentru o crimă pe care nu el a comis-o. Când un misterios domn Bernadon îi oferă ocazia să evadeze, el profită de aceasta, dar ceea ce descoperă la întoarcerea acasă îl pune în fața unei alegeri capitale.

### Escrocheria
În timpul unei călătorii maritime de la New York la Albany, un afacerist american se laudă că a descoperit scheletul unei ființe gigantice, dispărută cu mii de ani în urmă.

### În secolul XXIX. O zi din viața unui ziarist american în anul 2889
În palatul de aur al publicației Earth Herald, Francis Bennett se ocupă de probleme de zi cu zi ale imperiului pe care îl conduce: studiul planetei nou-descoperite Gandini, problemele de comunicație cu Jupiter, revoluția de pe Marte, protestele Marii Britanii legate de anexarea lor la Statele Unite, starea de sănătate a președintelui, necesitățile de reclamă sau angajarea de noi inventatori.

### Eternul Adam
Un istoric din viitor descoperă jurnalul unui grup de supraviețuitori ai unui cataclism planetar. El află astfel că lumea lui (Atlantida) s-a ridicat din ape odată cu scufundarea continentelor care au existat odată pe Pământ și pe care înflorise o civilizație la fel de măreață ca aceea căreia îi aparține el, dar ai cărei supraviețuitori au revenit la stadiul de barbarie obligați fiind să supraviețuiască pe noul pământ.

## Traduceri în limba română
Culegerea de povestiri nu a fost tradusă în limba română.